# Претендент (фільм, 1987)
«Претенде́нт» (чеськ. Uchazeč) — радянсько-чехословацький трисерійний драматичний художній телефільм 1987 року, знятий режисером Костянтином Худяковим за мотивами роману американського письменника Ела Моргана «Велика людина». 

## Сюжет
Про закони і звичаї телебізнесу. На початку фільму гине в автокатастрофі зірка шоу-програм Тоні Бредлі. Керівництво телекомпанії вирішує створити передачу, присвячену Тоні, і доручає її Теду Стівенсу. У процесі підготовки матеріалів Тед доходить однозначного висновку, що автокатастрофа спланована і загибель Тоні — не випадкова. Незважаючи на обіцянки й погрози, Стівенс створює правдиву передачу, але познайомити з нею телеглядачів не вдається…

## У ролях
- Леонід Філатов — Тед Стівенс
- Леонід Каневський — Макс
- Зузана Єзерська — Меггі
- Армен Джигарханян — Ральф Паркер
- Людмила Гурченко — Керол Робертсон
- Юрій Яковлєв — Біллі Хадсен
- Іраклій Хізанішвілі — Діно Кастелло (озвучив Веніамін Смєхов)
- Ладіслав Худік — Роберт Даглас
- Лев Дуров — Фостер
- Іван Летко — Рассел
- Людмила Солоденко — Ліліан
- Здена Груберова — Френ
- Іван Матулік — Чарлі
- Франтішек Ковар — Рей
- Петер Мікулік — Коннорс
- Людмила Максакова — Рита Нельсон
- Емілія Вашаріова — Люсі Браун
- Михайло Ремізов — епізод
- Борис Романов — епізод

## Знімальна група
- Режисер-постановник — Костянтин Худяков
- Сценаристи — Олександр Кукаркін, Іван Менджерицький, Душан Слободнік
- Оператор-постановник — Валентин Піганов
- Художники-постановники — Євген Вінницький, Ладіслав Хупка
- Композитор — В'ячеслав Ганелін
- Московський концертний оркестр, художній керівник — Анатолій Кролл